# Ratatata
«Ratatata» (стилизовано как RATATATA) — сингл немецкой электроникор-группы Electric Callboy и японской каваии-метал-группы Babymetal. Впервые был выпущенный 23 мая 2024 года на лейбле Century Media Records. Позже выйдет 8 августа 2025 года в составе альбома Metal Forth группы Babymetal.

## Создание и релиз
Участники Electric Callboy ещё в марте 2025 года объявили, что будут работать над новой песней в сотрудничестве с другой группой, но не назвали с кем именно. 16 мая 2024 года было выпущено тизер-видео, анонсирующее сотрудничество групп в создании новой песни. Одновременно было объявлено, что сам сингл будет выпущен на следующей неделе, 23 мая 2024. Совместное живое выступление впервые произошло через два дня после выхода 25 мая 2025 в рамках фестиваля Fox Fest, Сайтама, Япония, организованный Babymetal.
1 апреля 2025 Babymetal анонсировали свой пятый альбом Metal Forth. Так же был опубликован треклист, в котором указано, что Ratatata войдёт в состав альбома. Выход назначен на 8 августа 2025 под лейблом Capitol Records.
Песня была написана совместно Даниэлем Ханисcом, MK-Metal, Norimetal, Кевином Ратайчаком, Мануэлем Реннером, Нико Саллахом и Паскалем Шилло, большинство из которых являются участниками обеих групп. Ханисс, Ратайчак, Саллах и Шилло также отвечали за продюсирование совместно с Kobametal. По словам музыкантов из Electric Callboy, сотрудничество с Babymetal было «очень весёлым».
По данным Musicstax, песня имеет такт 4/4 и темп 140 ударов в минуту. Основной тональностью Musicstax называет фа минор.

## Музыкальное видео
Клип на песню «Ratatata» был снят группой Schillobros и выпущен одновременно с синглом 23 мая 2024 года. По состоянию на май 2025 года клип набрал более 44 миллионов просмотров на YouTube.
Видео с живого выступления, записанное 25 мая 2024 года во время первого фестиваля Fox Fest, последовало через несколько недель - 7 июня 2024 года. К маю 2025 года это видео набрало более пяти миллионов просмотров.

## Реакция
В статье для музыкального онлайн-журнала Diffus Фелиция Агхайе описала Ratatata как «сумасшедшую кавайную металл-электронику», в которой запоминающиеся поп-мелодии сочетаются с жёсткими гитарными рифами и чрезмерными криками. Она так же отметила, что звучание Electric Callboy вместе с элементами дабстепа и металкора «как нельзя лучше подходит к смеси джей-попа и пауэр-метала Babymetal». Сандра Р. написала в своей новостной статье на Time for Metal, что песня мастерски сочетает характерные стили обеих групп.
Хешер Кинан из Metalsucks отметил, что сотрудничество двух групп — это тот случай, который должен разозлить всех тех, кто говорил «это не металл». Он назвал песню «коктейлем Молотова» с запоминающимся звучанием. Песня не брутальная, а просто хорошая, легкомысленная и забавная. Джон Хадусек из Consequence описал сотрудничество обеих групп как «самое выдающееся сочетание представителей „танцевального металла“», и оно оправдывает свои ожидания. Техно-металлические риффы вливаются в пульсирующий EDM-бит. Babymetal и Electric Callboy делят вокальные обязанности — первые исполняют высокий вокал, а вторые — гортанные и металкор-вокалы.
Британский журнал Metal Hammer включил Ratatata в список «50 лучших метал-песен 2024 года».
Ratatata была выбрана в качестве тематической песни для мероприятия WWE Bash in Berlin. Песня так же включена как официальный саундтрек к игре WWE 2k25. В октябре 2024 года вышла одноимённая разработанная музыкантами free-to-play ритм-игра. Ratatata — единственная песня в этой игре. Игрокам предстоит уничтожать блоки, которые бросают в них участницы Babymetal.

### Номинации
Песня была номинирована в категории «Best cross-border collaboration song» на церемонии Music Awards Japan 17 апреля 2025 года.

## Чарты
Ratatata попала во множество чартов стран мира. В чартах синглов Германии и Австрии для Babymetal это первый успех, а для Electric Callboy это шестой хит в Германии и первый в Австрии.

| Чарт (2024)                                   | Высшая позиция |
| --------------------------------------------- | -------------- |
| Австралия (Digital Tracks, ARIA)              | 24             |
| Австрия (Ö3 Austria Top 40)                   | 66             |
| Германия (Single, Official German Charts)     | 55             |
| Новая Зеландия (Hot Singles, RMNZ)            | 39             |
| Великобритания (Singles Downloads, OCC)       | 22             |
| Великобритания (Singles Sales, OCC)           | 23             |
| Великобритания (Rock & Metal, OCC)            | 22             |
| США (Hot Hard Rock Songs, Billboard)          | 6              |
| США (Rock Digital Song Sales, Billboard)      | 9              |
| США (Hard Rock Digital Song Sales, Billboard) | 1              |

| Чарт (2024)                          | Позиция |
| ------------------------------------ | ------- |
| США (Hot Hard Rock Songs, Billboard) | 25      |

## История релизов
| Регион | Дата           | Формат                        | Лейбл           | Прим.              |
| ------ | -------------- | ----------------------------- | --------------- | ------------------ |
| Мир    | 23 мая 2024    | Цифровая дистрибуция стриминг | Century Media   | Сингл              |
| Мир    | 8 августа 2025 | Цифровая дистрибуция стриминг | Capitol Records | Альбом Metal Forth |